# 10340 Jostjahn
10340 Jostjahn è un asteroide della fascia principale. Scoperto nel 1991, presenta un'orbita caratterizzata da un semiasse maggiore pari a 2,8789276 au e da un'eccentricità di 0,0418960, inclinata di 2,34844° rispetto all'eclittica.
L'asteroide è dedicato all'astrofilo tedesco Jost Jahn.